# Bob l'éponge : Revenge of the Flying Dutchman
Bob l'éponge : Revenge of the Flying Dutchman (SpongeBob SquarePants: Revenge of the Flying Dutchman) est un jeu vidéo de plates-formes développé par BigSky Interactive et édité par THQ, sorti en 2002 sur GameCube, PlayStation 2 et Game Boy Advance.

## Accueil
- IGN : 4/10 (PS2)[1]